# Stångfibblesläktet
Stångfibblesläktet (Pilosella) är ett växtsläkte i familjen korgblommiga växter med 20 till fler än 800 arter som förekommer naturligt i hela palearktiska regionen. Det förekommer många apomiktiska småarter och hybrider, därav det svårbedömda antalet arter i släktet.

## Synonyma och historiska svenska namn
stångfibblor

## Dottertaxa till Stångfibblor, i alfabetisk ordning[1]
- Pilosella abakurae
- Pilosella acutifolia
- Pilosella aequimontis
- Pilosella albulana
- Pilosella aletschensis
- Pilosella alpicola
- Pilosella alturgelliana
- Pilosella amaurocephala
- Pilosella anchusoides
- Pilosella aneimena
- Pilosella annae-vetterae
- Pilosella anobrachia
- Pilosella aranii
- Pilosella arbasiana
- Pilosella argyrocoma
- Pilosella arida
- Pilosella arnoseroides
- Pilosella aurantella
- Pilosella aurantiaca
- Pilosella auriculiformis
- Pilosella auriculoides
- Pilosella balansae
- Pilosella basifurca
- Pilosella biflora
- Pilosella bifurca
- Pilosella biglana
- Pilosella billyana
- Pilosella blyttiana
- Pilosella bodewigiana
- Pilosella bonaquae
- Pilosella brachiata
- Pilosella brachycoma
- Pilosella breviscapa
- Pilosella bryhnii
- Pilosella brzovecensis
- Pilosella budensis
- Pilosella byzantina
- Pilosella caballeroi
- Pilosella caespitosa
- Pilosella calodon
- Pilosella calomastix
- Pilosella castellana
- Pilosella caucasica
- Pilosella chaetocephala
- Pilosella chaetophyton
- Pilosella cilicica
- Pilosella cinereiformis
- Pilosella cochlearis
- Pilosella colliniformis
- Pilosella corymbulifera
- Pilosella corymbuloides
- Pilosella crassiseta
- Pilosella cymiflora
- Pilosella cymosa
- Pilosella densiflora
- Pilosella derubella
- Pilosella dichotoma
- Pilosella dimorphoides
- Pilosella dubia
- Pilosella echioides
- Pilosella eglandulosa
- Pilosella eminens
- Pilosella erythrochrista
- Pilosella erythrodonta
- Pilosella euchaetia
- Pilosella fallacina
- Pilosella faurei
- Pilosella flagellaris
- Pilosella florentinoides
- Pilosella floribunda
- Pilosella frigidaria
- Pilosella fuernrohrii
- Pilosella fulviseta
- Pilosella fusca
- Pilosella fuscoatra
- Pilosella galiciana
- Pilosella glacialis
- Pilosella glomerata
- Pilosella grossheimii
- Pilosella gudarica
- Pilosella guthnikiana
- Pilosella halacsyi
- Pilosella heterodoxa
- Pilosella heterodoxiformis
- Pilosella heteromelana
- Pilosella hoppeana
- Pilosella hybrida
- Pilosella hyperborea
- Pilosella hypeurya
- Pilosella hypeurygenes
- Pilosella hypoleuca
- Pilosella iserana
- Pilosella kalksburgensis
- Pilosella koernickeana
- Pilosella kozlowskyana
- Pilosella lactucella
- Pilosella laggeri
- Pilosella lathraea
- Pilosella legionensis
- Pilosella leptadeniiformis
- Pilosella leptoclados
- Pilosella leptophytomorpha
- Pilosella leptophyton
- Pilosella levieri
- Pilosella litardiereana
- Pilosella longisquama
- Pilosella macrantha
- Pilosella macranthella
- Pilosella macranthiformis
- Pilosella macrostolona
- Pilosella macrotricha
- Pilosella macutensis
- Pilosella mampodrensis
- Pilosella maraniana
- Pilosella maschukensis
- Pilosella mayeri
- Pilosella megatricha
- Pilosella melinomelas
- Pilosella merxmuelleriana
- Pilosella millicaule
- Pilosella moechiadia
- Pilosella muscelii
- Pilosella nevadensis
- Pilosella noguerensis
- Pilosella norrliniiformis
- Pilosella notha
- Pilosella occidentalis
- Pilosella officinarum
- Pilosella onegensis
- Pilosella pachypila
- Pilosella pannoniciformis
- Pilosella panticosae
- Pilosella paragoga
- Pilosella paragogiformis
- Pilosella pavichii
- Pilosella pavichiodes
- Pilosella pawlowskiella
- Pilosella peleteriana
- Pilosella permutata
- Pilosella peteriana
- Pilosella petraea
- Pilosella pilisquama
- Pilosella piloselliflora
- Pilosella pilosellina
- Pilosella piloselloides
- Pilosella pintodasilvae
- Pilosella plaicensis
- Pilosella polioderma
- Pilosella polymastix
- Pilosella portae
- Pilosella praealta
- Pilosella procera
- Pilosella procerigena
- Pilosella promeces
- Pilosella prussica
- Pilosella pseudogalliciana
- Pilosella pseudogudarica
- Pilosella pseudomaraniana
- Pilosella pseudopilosella
- Pilosella pseudosulphurea
- Pilosella pseudotrichodes
- Pilosella pseudovahlii
- Pilosella puenteana
- Pilosella ricoana
- Pilosella rothiana
- Pilosella rubra
- Pilosella ruprechtii
- Pilosella sabina
- Pilosella salernicola
- Pilosella samokovensis
- Pilosella saussureoides
- Pilosella scandinavica
- Pilosella schelkownikowii
- Pilosella schneidii
- Pilosella schultesii
- Pilosella sedelmeyeriana
- Pilosella setifolia
- Pilosella setigera
- Pilosella sintenisii
- Pilosella solacolui
- Pilosella soleiroliana
- Pilosella sosnovskyi
- Pilosella spuria
- Pilosella stenosoma
- Pilosella sterrochaetia
- Pilosella stolonifera
- Pilosella stoloniflora
- Pilosella subdecolorans
- Pilosella subrubens
- Pilosella substoloniflora
- Pilosella subtardans
- Pilosella subulatissima
- Pilosella sulphurea
- Pilosella tardans
- Pilosella tardiuscula
- Pilosella tendina
- Pilosella tephrocephala
- Pilosella tephrodes
- Pilosella tephroglauca
- Pilosella tephrophyton
- Pilosella tinctilingua
- Pilosella tremedalis
- Pilosella trigenes
- Pilosella triplex
- Pilosella tubulascens
- Pilosella unamunoi
- Pilosella vahlii
- Pilosella vaillantii
- Pilosella walteri-langii
- Pilosella vansoestii
- Pilosella velutina
- Pilosella verruculata
- Pilosella viridifolia
- Pilosella visianii
- Pilosella wolgensis
- Pilosella woronowiana
- Pilosella ziziana